# AYA Bank Cup 2016
 AYA Bank Cup 2016 là giải đấu bóng đá giao hữu được tổ chức tại Yangon, thành phố lớn nhất của Myanmar. Giải đấu quy tụ 4 đội tuyển bao gồm Việt Nam, Hồng Kông, Singapore và chủ nhà Myanmar, diễn ra từ ngày 3 tháng 6 đến ngày 6 tháng 6 tại sân vận động Thuwunna.
4 đội sẽ phân thành 2 cặp đấu, thi đấu theo thể thức loại trực tiếp. Hai đội giành chiến thắng sẽ bước vào trận chung kết, còn 2 đội thua sẽ tranh giải Ba. Việt Nam giành ngôi vô địch sau khi thắng 3–0 trong hiệp phụ trước Singapore ở chung kết.
Ngân hàng Ayeyarwady là nhà tài trợ chính cho giải đấu sau khi ký hợp đồng tài trợ với Liên đoàn bóng đá Myanmar vào ngày 4 tháng 5 năm 2016.

## Địa điểm
| Yangon                | Yangon                              |
| --------------------- | ----------------------------------- |
| Sân vận động Thuwunna | ThuwunnaAYA Bank Cup 2016 (Myanmar) |
| Sức chứa: 32.000      | ThuwunnaAYA Bank Cup 2016 (Myanmar) |
|                       | ThuwunnaAYA Bank Cup 2016 (Myanmar) |

## Các kết quả
- Khung giờ (UTC+6:30)

|  | Vòng bán kết | Vòng bán kết |                    |   | Trận chung kết | Trận chung kết |
|  |              |              |                    |   |                |                |
|  | 3 tháng 6    |              |                    |   |                |                |
|  |              |              |                    |   |                |                |
|  | Việt Nam     | 2 (4)        |                    |   |                |                |
|  | Việt Nam     | 2 (4)        | 6 tháng 6          |   |                |                |
|  | Hồng Kông    | 2 (3)        |                    |   |                |                |
|  | Hồng Kông    | 2 (3)        | Việt Nam (H.ph)    | 3 |                |                |
|  | 3 tháng 6    |              | Việt Nam (H.ph)    | 3 |                |                |
|  |              | Singapore    | 0                  |   |                |                |
|  | Myanmar      | Singapore    | 0                  | 0 |                |                |
|  | Myanmar      |              |                    | 0 |                |                |
|  | Singapore    | 1            |                    |   |                |                |
|  | Singapore    | 1            | Trận tranh hạng ba |   |                |                |
|  |              |              |                    |   |                |                |
|  | 6 tháng 6    |              |                    |   |                |                |
|  |              |              |                    |   |                |                |
|  | Hồng Kông    | 0            |                    |   |                |                |
|  | Hồng Kông    | 0            |                    |   |                |                |
|  | Myanmar      | 3            |                    |   |                |                |

### Vòng bán kết
| Việt Nam                                                                                 | 2–2      | Hồng Kông                                                   |
| ---------------------------------------------------------------------------------------- | -------- | ----------------------------------------------------------- |
| Lê Công Vinh 58', 61'                                                                    | Chi tiết | McKee 49', 77'                                              |
| Loạt sút luân lưu                                                                        |          |                                                             |
| Trần Nguyên Mạnh · Quế Ngọc Hải · Lương Xuân Trường · Hoàng Đình Tùng · Nguyễn Văn Quyết | 4–3      | Itaparica · Sandro · Lương Quang Thông · Ngue · Roberto Jr. |

| Myanmar | 0–1      | Singapore |
| ------- | -------- | --------- |
|         | Chi tiết | Faris 35' |

### Trận tranh hạng ba
| Hồng Kông | 0–3      | Myanmar                                        |
| --------- | -------- | ---------------------------------------------- |
|           | Chi tiết | Than Paing 22' · Mg Mg Lwin 74' · Ye Ko Oo 89' |

### Trận chung kết
| Việt Nam                                                        | 3–0 (s.h.p.) | Singapore |
| --------------------------------------------------------------- | ------------ | --------- |
| Lê Công Vinh 91' · Nguyễn Văn Quyết 99' · Đinh Thanh Trung 114' | Chi tiết     |           |